# Fridthjóf de Telemark
Según la saga de Gautrek, Fridthjóf fue un caudillo vikingo, rey de Telemark, Noruega.
Fridthjóf se encontraba en sus incursiones vikingas cuando el rey Vikar atacó sus posesiones en Telemark, aprovechando las embestidas de conquista al reino de su hermano Geirthjóf, resultado de la campaña bélica emprendida como venganza por la muerte de Harald de Agder, padre de Vikar, de manos de un tercer hermano, Herthjóf de Hordaland años atrás. Cuando Fridthjóf regresó y atacó, Vikar le derrotó con ayuda del rey sueco Óláf el Perspicaz (Óláfr inn skyggni), rey de Nærríki (hoy Närke). Fridthjóf aceptó un tratado por el que se cedía el reino a Vikar, a cambio de su vida y libertad. 